# UAIOE
UAIOE es el cuarto álbum de KMFDM, lanzado por Wax Trax! Records en 7 de octubre de 1989.

## Lista de canciones
Todas las canciones escritas y compuestas por Sascha Konietzko and En Esch, unless otherwise noted. 
| N.º | Título                                                                   | Duración |  |
| 1.  | «Murder»                                                                 | 3:26     |  |
| 2.  | «UAIOE»                                                                  | 3:57     |  |
| 3.  | «Loving Can Be an Art (Saturation Mix)» (Konietzko, Esch, Raymond Watts) | 4:13     |  |
| 4.  | «More & Faster 243»                                                      | 2:55     |  |
| 5.  | «Rip the System (Duck & Cover Mix)»                                      | 3:20     |  |
| 6.  | «Thrash Up!»                                                             | 3:17     |  |
| 7.  | «En Esch»                                                                | 3:19     |  |
| 8.  | «Ganja Rock»                                                             | 5:05     |  |
| 9.  | «Thumb Thumb» (Konietzko, Watts, Esch)                                   | 3:55     |  |

## Personal
- Sascha Konietzko - contrabajo, voz, guitarra, sintetizadores , programación
- En Esch - voz, guitarras, tambores, programación
- Raymond Watts - voz, programación
- Rudolph Naomi - batería

- Datos: Q1117708